# Universidad de la Karpasia Mediterránea
La Universidad de la Karpasia Mediterránea (en turco: Akdeniz Karpaz Üniversitesi) es una universidad privada fundada en el norte de Nicosia, en la República Turca del Norte de Chipre en 2012. El lenguaje de instrucción en la Universidad de la Karpasia Mediterránea es el Inglés en la mayoría de los departamentos. La Universidad de Karpasia Mediterránea cuenta con 4 facultades y 1 escuela que ofrece cursos de pregrado y postgrado. La Escuela Preparatoria en Inglés está disponible para aquellos que necesitan mejorar su Inglés antes de empezar a estudiar en los programas especializados de las facultades.

## Organización

### Escuelas Vocacionales
- Escuela de Lenguas Extranjeras

### Facultades
- Facultad de negocios
- Facultad de Ciencias Empresariales
- Facultad de Transporte Aéreo
- Facultad de Derecho
- Facultad de Turismo y Dirección Hotelera

### Institutos
- Instituto de Ciencias Sociales

### Campus
La universidad está ubicada en el norte de Nicosia, Chipre del Norte.